# کلن فیشر
کلن فیشر (انگلیسی: Kellen Fisher؛ زادهٔ ۵ مهٔ ۲۰۰۴) بازیکن فوتبال اهل بریتانیا است که در پست دفاع راست برای نوریچ سیتی بازی می‌کند.
وی همچنین عضو تیم ملی زیر ۲۰ سال انگلستان بوده است.

## دوران باشگاهی

### بروملی
فیشِر پس از گذراندن دورهٔ آکادمی بروملی، اولین بازی خود را در تیم بزرگسالان در مسابقه‌ای از اف‌ای کاپ مقابل داور اتلتیک در دسامبر ۲۰۲۱ انجام داد. او در آوریل ۲۰۲۲ به صورت قرضی به تیم ولینگ یونایتد در لیگ ملی فوتبال جنوب پیوست. در ژوئن ۲۰۲۲، او اولین قرارداد حرفه‌ای خود را با بروملی امضا کرد. پس از شروع فصل جدید با دو بازی در لیگ ملی، در اکتبر ۲۰۲۲ به صورت قرضی یک ماهه به تیم کری واندررز در سطح برتر پیوست. او در مجموع در همه رقابت‌ها ۹ بازی برای کری واندررز انجام داد. در فوریه ۲۰۲۳، قرارداد جدیدی با بروملی امضا کرد. در پایان فصل ۲۰۲۲/۲۳، فیشِر در مراسم جایزه‌های ملی ورزش به عنوان بازیکن جوان سال اسپورتس‌بیت معرفی شد.

### نوریچ سیتی
در ژوئن ۲۰۲۳، فیشِر با عقد قراردادی بلندمدت به تیم نوریچ سیتی پیوست. پس از اینکه در دو بازی ابتدایی لیگ به عنوان ذخیره به کار گرفته نشد، در اوت ۲۰۲۳ اولین بازی حرفه‌ای خود را در دور اول EFL Cup مقابل کوئینز پارک رنجرز انجام داد و پاس گل گل برتری را داد. فیشِر در اکتبر ۲۰۲۳ اولین بازی کامل خود را در EFL Championship در بازی خارج از خانه مقابل ساندرلند انجام داد و پاس گل گل افتتاحیه را داد.
در سپتامبر ۲۰۲۴ اعلام شد که فیشِر قراردادی جدید با نوریچ سیتی تا سال ۲۰۲۸ با گزینه تمدید یک سال دیگر امضا کرده است. در پایان فصل، جایزه بازیکن جوان فصل نوریچ سیتی به او اهدا شد.

## دوران ملی
در مه ۲۰۲۴، فیشِر برای اولین بار به تیم ملی زیر ۲۰ سال انگلستان برای دو بازی مقابل تیم‌های سوئد و جمهوری ایرلند دعوت شد. سپس در اولین بازی مقابل سوئد در ۷ ژوئن که با نتیجه ۲–۱ به سود انگلستان به پایان رسید، به عنوان بازیکن آغاز کننده حضور یافت. فیشِر دوباره به تیم زیر ۲۰ سال انگلستان برای مسابقات لیگ الیت مقابل ترکیه و رومانی در سپتامبر ۲۰۲۴ دعوت شد و دو بازی دیگر برای کشورش انجام داد. در اکتبر ۲۰۲۴، فیشِر برای بازی‌های لیگ الیت مقابل ایتالیا و چک توسط تیم زیر ۲۰ سال انگلستان دعوت شد و دو بازی دیگر انجام داد. در مارس ۲۰۲۵، فیشِر در بازی لیگ الیت مقابل پرتغال و یک بازی دوستانه بین‌المللی مقابل سوئیس حضور یافت.